# Cesarea di Filippo
Cesarea di Filippo (in latino Caesarea Philippi) è stata un'antica città romana, oggi sito archeologico e parco nazionale tra i più importanti della regione. Nota anche con il nome di Banyas (corruzione di Paneas, nome attribuito al luogo in epoca ellenistica, per via della presenza di un tempio dedicato al dio Pan), è situata alla base sud ovest del monte Hermon, in un contesto naturalistico di impressionante bellezza: nei pressi dell'antico tempio di Pan, infatti, sgorga una delle sorgenti del fiume Giordano.

## Storia
Il primo insediamento di quella che sarebbe diventata Cesarea di Filippo risale al periodo ellenistico. Le origini sono legate all'edificazione di un luogo di preghiera voluto dai sovrani della dinastia tolemaica nel III secolo a.C. Il luogo fu chiamato Panea in onore di Pan, divinità delle terre desolate, e si trova a poca distanza dalla "terra vicina al mare" menzionata da Isaia.
Di Panea si parla nelle Storie di Polibio a proposito della battaglia combattuta nel 198 a.C. fra l'esercito dell'Egitto tolemaico e i Seleucidi guidati da Antioco III. La vittoria di Antioco rafforzò il controllo seleucide sulla Fenicia, la Galilea, la Samaria e la Giudea fino alla rivolta dei Maccabei nel 166 a.C. Furono i Seleucidi ad edificare un tempio dedicato a Pan.

### L'età erodiana
Nel 20 a.C. Panea fu annessa al regno di Erode il Grande il quale vi fece edificare un tempio in marmo bianco dedicato all'imperatore Augusto. Nel 3 a.C. Filippo il Tetrarca fondò sul sito di Panea una nuova città, capitale amministrativa della Batanea.

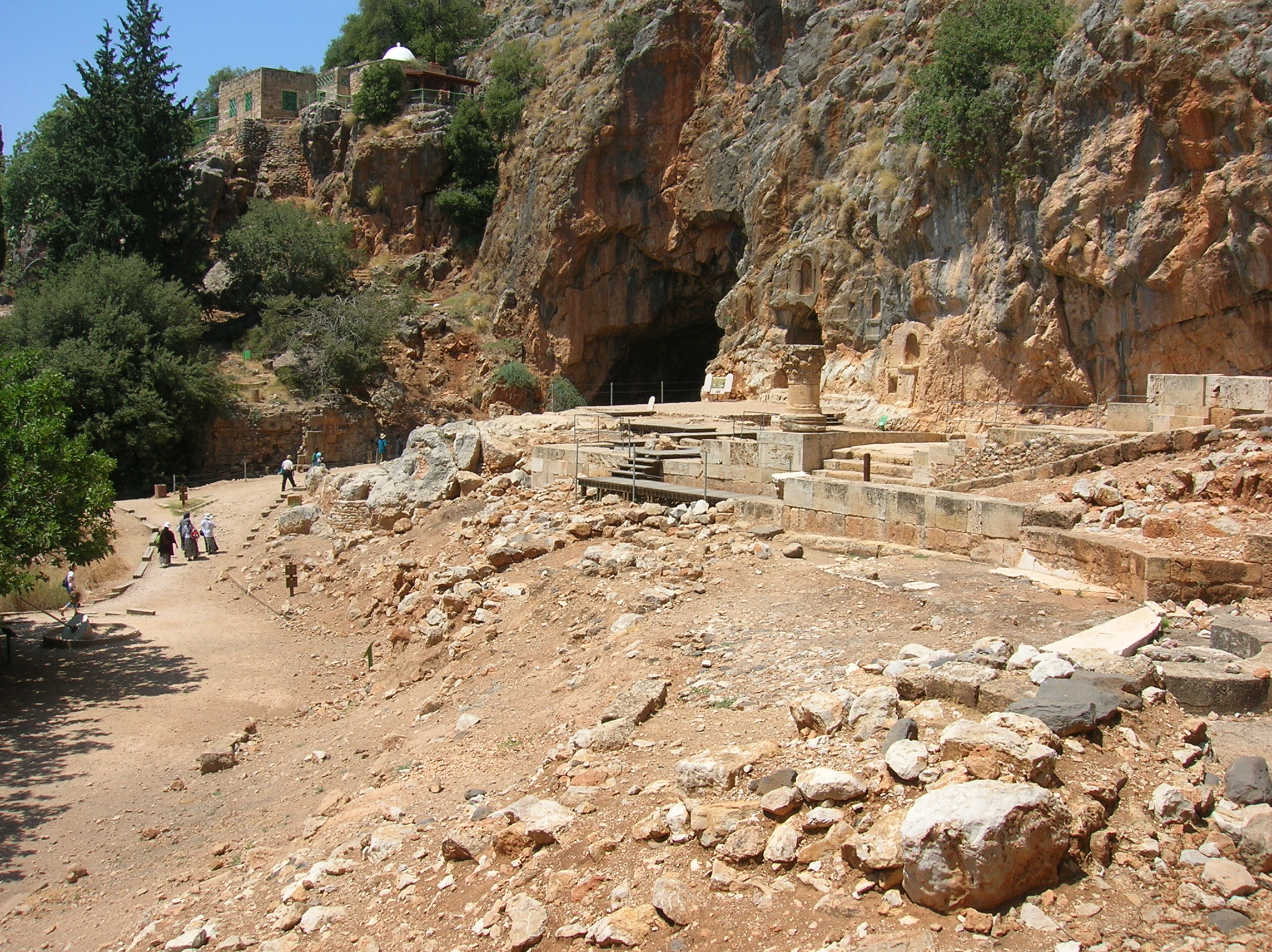
Veduta dei resti del tempio di Pan. L'edificio sul ciglio della rupe sullo sfondo è l'altare di Nebi Khader

Nel 14 d.C. Filippo diede alla città il nome di Caesarea, in onore dell'imperatore Tiberio (il cui nome completo era Tiberio Giulio Cesare Augusto). Nelle sue Antichità giudaiche Flavio Giuseppe menziona la città col nome di Caesarea Panias, mentre nel Nuovo Testamento è indicata come Cesarea di Filippo, per distinguerla da Cesarea Marittima. Alla morte di Filippo, nel 33, la Giudea fu incorporata nella provincia di Siria. Nel 61 il re Agrippa II ribattezzò la città col nome di Neronia, omaggio all'imperatore Nerone che rimase però nell'uso comune solo fino al 68. Durante la Prima guerra giudaica Vespasiano si accampò con le sue truppe a Cesarea di Filippo (67), da dove poi sferrò l'attacco decisivo contro i ribelli.

### I Vangeli
Nei vangeli sinottici si narra che Gesù, nelle sue peregrinazioni, abbia sostato con i suoi discepoli nei villaggi intorno a Cesarea. La città, o i suoi dintorni, sono indicati come il luogo nel quale avvenne l'episodio della cosiddetta confessione di Pietro, nella quale l'apostolo riconosce esplicitamente in Gesù il Cristo della tradizione giudaica. In un altro luogo dei Vangeli si narra invece l'episodio di una donna di Panea che aveva sanguinato per dodici anni e fu miracolosamente guarita da Gesù.

### La dominazione araba
Nel 635 Panea venne sottomessa dalle armate islamiche guidate da Khālid ibn al-Walīd, che aveva sconfitto l'esercito dell'imperatore Eraclio. L'anno seguente la città divenne base di partenza di una nuova spedizione araba ai danni dell'Impero bizantino, che si concluse con la sconfitta dei musulmani a Yarmuk. La conquista araba provocò il rapido spopolamento di Panea e il suo declino. La città rimase ugualmente il principale centro del distretto di al-Djawlan, nella provincia di Damasco, grazie soprattutto alla sua posizione strategica.

### Il periodo delle Crociate
Dopo la conquista della Palestina da parte dei Crociati, nell'XI secolo, fu eretto nelle vicinanze di Panea il castello di al-Subayba, che nel 1126 fu assegnato dall'atabeg di Damasco Tughtigin al capo ismailita Bahrām. Ma le violenze che condussero alla morte di quest'ultimo riportarono il castello sotto il controllo crociato. Nel 1132 Bāniyās fu conquistata da Būrī (fondatore della dinastia buride a Damasco) e poi consegnata a Zankī, eponimo della dinastia zengide e padre di Norandino, fin a quando i crociati non la riconquistarono nel 1140. Ma nel 1164 Norandino la strappò definitivamente all'Islam.
Nel maggio del 1179 il sultano di Siria Saladino si accampò col suo esercito nei pressi di Panea, in attesa di affrontare le truppe crociate guidate dal re Baldovino IV. La battaglia ebbe luogo il 10 giugno e vide la schiacciante vittoria dei musulmani, che fecero prigioniero il Gran Maestro dei Templari Oddone di Saint-Amand e i cavalieri Ugo di Tiberiade e Baldovino di Ramla. L'episodio fu all'origine della successiva battaglia del Guado di Giacobbe, nella quale i musulmani riportarono un'ulteriore vittoria sui crociati.